# ユーゴスラビア鉄道

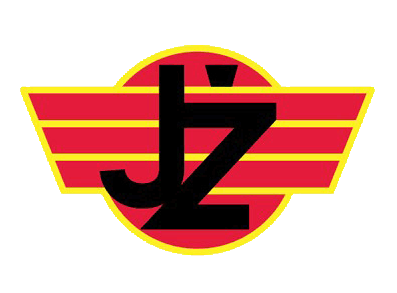
ユーゴスラビア鉄道のロゴマーク

ユーゴスラビア鉄道（ユーゴスラビアてつどう、クロアチア語: Jugoslavenske željeznice、セルビア語: Југословенске железнице、スロベニア語: Jugoslavenske željeznice、マケドニア語: Југословенски железници）は1920年代に旧ユーゴスラビアで設立された鉄道事業者で、略称はJŽである。
ユーゴスラビア鉄道はユーゴスラビア王国の国有鉄道として設立され、1929年にユーゴスラビア国有鉄道(JDŽ)に改称された。1941年に一旦、ユーゴスラビア国有鉄道は中断されクロアチア国有鉄道(HDŽ)とセルビア国有鉄道(SDŽ)が設立されるが、第二次世界大戦後の1952年に再建されユーゴスラビア鉄道と改称されている。ユーゴスラビア鉄道はユーゴスラビア連邦の各国が独立する1990年代まで存在した。

## 使用車両
ユーゴスラビア鉄道はハンガリー製の蒸気機関車を広く使用していた。電化が開始されると、イタリア製の電気機関車が使われ、スウェーデン製や国産の車両も使われるようになった。ディーゼル機関車のほとんどは、ゼネラルモーターズ製であった。
- 760mm軌間の車両
  - ボスニア・ヘルツェゴビナ国有鉄道IIIa4形蒸気機関車
  - ボスニア・ヘルツェゴビナ国有鉄道IIIa5形蒸気機関車
  - ボスニア・ヘルツェゴビナ国有鉄道IIIb4形蒸気機関車
  - ボスニア・ヘルツェゴビナ国有鉄道IIIc5形蒸気機関車
  - ボスニア・ヘルツェゴビナ国有鉄道IVa5形蒸気機関車
  - ボスニア・ヘルツェゴビナ国有鉄道IIIb5形蒸気機関車

## 継承事業者
- モンテネグロ鉄道 (Željeznica Crne Gore, ŽCG)
- クロアチア鉄道 (Hrvatske željeznice, HŽ)
- ボスニア・ヘルツェゴビナ連邦鉄道 (Željeznice Federacije Bosne i Hercegovine, ŽFBiH)
- スルプスカ共和国鉄道 (Жељезнице Републике Српске, ЖPC)
- スロベニア鉄道 (Slovenske železnice, SŽ)
- マケドニア鉄道 (Македонски Железници, МЖ)
- セルビア鉄道 (Железнице Србије, ЖС)
- コソボ鉄道 (Hekurudhat e Kosovës / Косовске Железнице)